# Ladislav Kušnír
Ladislav Kušnír (16. července 1929 Blažice – 25. prosince 2010) byl slovenský architekt, který vyučoval na Fakultě architektury Slovenské technické univerzity v Bratislavě. Pro posluchače sepsal spolu s Jánem Antalem, Ivanem Slameněm a Blaženou Havránkovou učební publikaci nazvanou Abstrakcia a kreslenie architektonického priestoru. Se Slameněm navíc v autorském kolektivu s Jozefem Lackem, Arpádem Tesárem a Jozefem Zvarou navrhli výslednou podobu druhého bratislavského mostu přes Dunaj, mostu SNP.
Za jeho celoživotní dílo mu Spolek architektů Slovenska udělil v roce 2010 Cenu Emila Belluši.